# Битва под Ольшаницей
Битва под Ольшани́цей или Битва при Каневе — одна из крупнейших побед над Крымским ханством войска Великого княжество Литовского под командованием великого гетмана литовского Константина Острожского, произошедшая 27 января 1527 года.
В декабре 1526 года войско Крымского ханства (30-40 тысяч) под командованием царевича Малая по приказу турок совершило поход на Полесье, опустошив земли от Турова до Пинска.
На обратном пути их нагнал князь Константин Острожский, нанесший внезапный удар на вражеский лагерь у села Ольшаница на Киевщине. Из-за глубокого снега татары не смогли добраться до лошадей. В союзе с коронным войском под командованием киевского воеводы Андрея Немировича и черкасского старосты Евстафия Дашковича в битве принимали участие воинские формирования княжат Юрия Олельковича, Фёдора Сангушки, Юрия Радзивилла, Ивана и Александра Вишневецких и Александра Чарторыйского.
Согласно Матею Стрыйковскому, в бою погибло 24 тысячи татар, около семисот попало в плен, а из татарского плена было освобождено 40 тысяч человек (по другим сведениям — 80 тысяч). Отмечается, что хотя эти цифры и значительно завышены, битва под Ольшаницей была одной из крупнейших и важнейших побед того времени. Остаток татарского войска был разбит Дашкевичем и Олельковичем у Канева и Черкасс.
За эту победу Острожского называли величайшим вождем, «summus cum Tataris belli gerendi imperator», а король и великий князь Сигизмунд І устроил ему в Кракове триумфальный въезд.
Победа под Ольшаницей стала реваншем князя Константина за трагическое поражение под Сокалем в 1519 году.